# Bezdýmný střelný prach

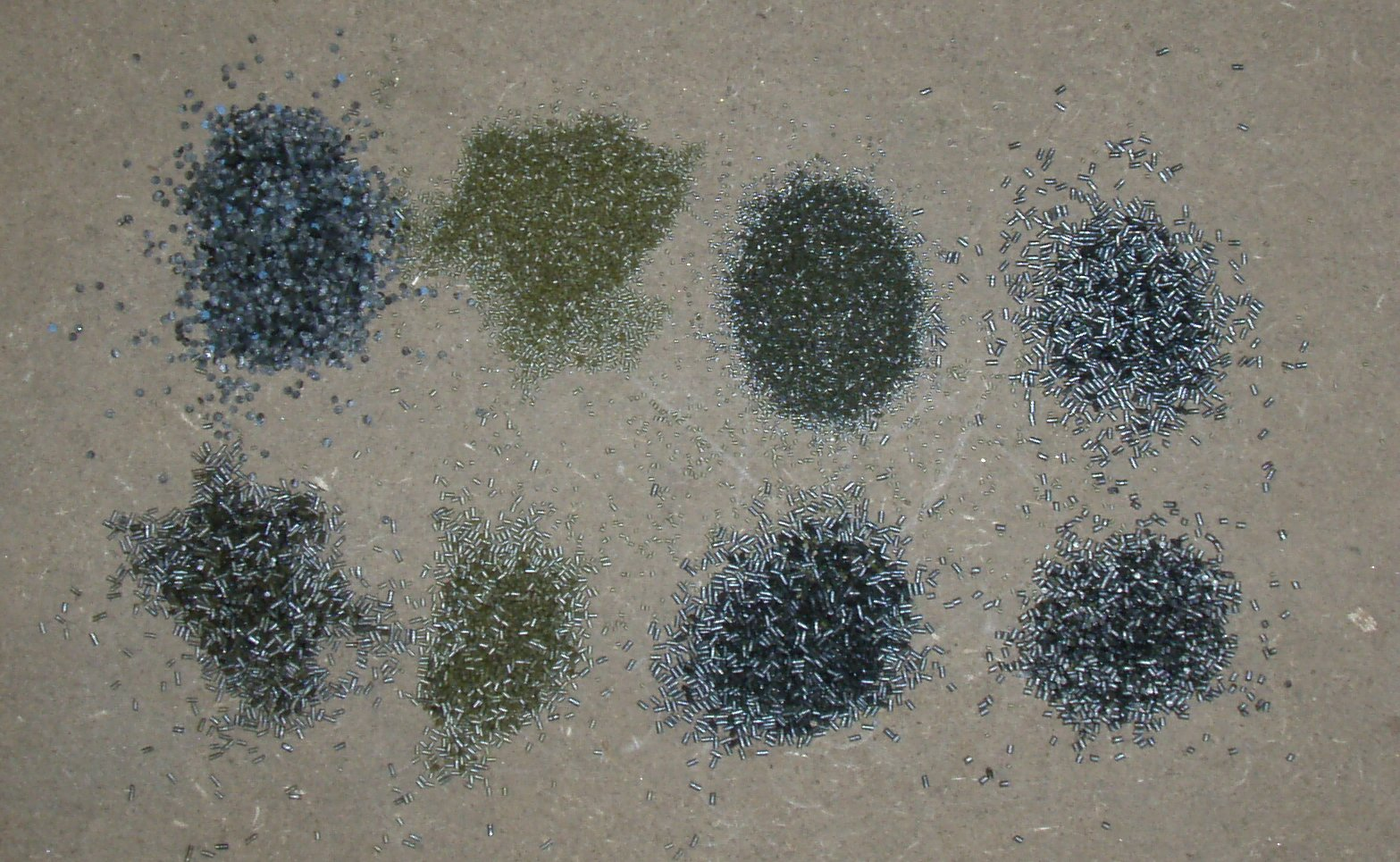
Různé druhy bezdýmných prachů

Bezdýmný střelný prach je označení pro skupinu střelivin. Používá se jako výmetná náplň střely v palných zbraních. Jedná se o kategorii do které patří více používaných druhů střelných prachů.

## Používané názvosloví

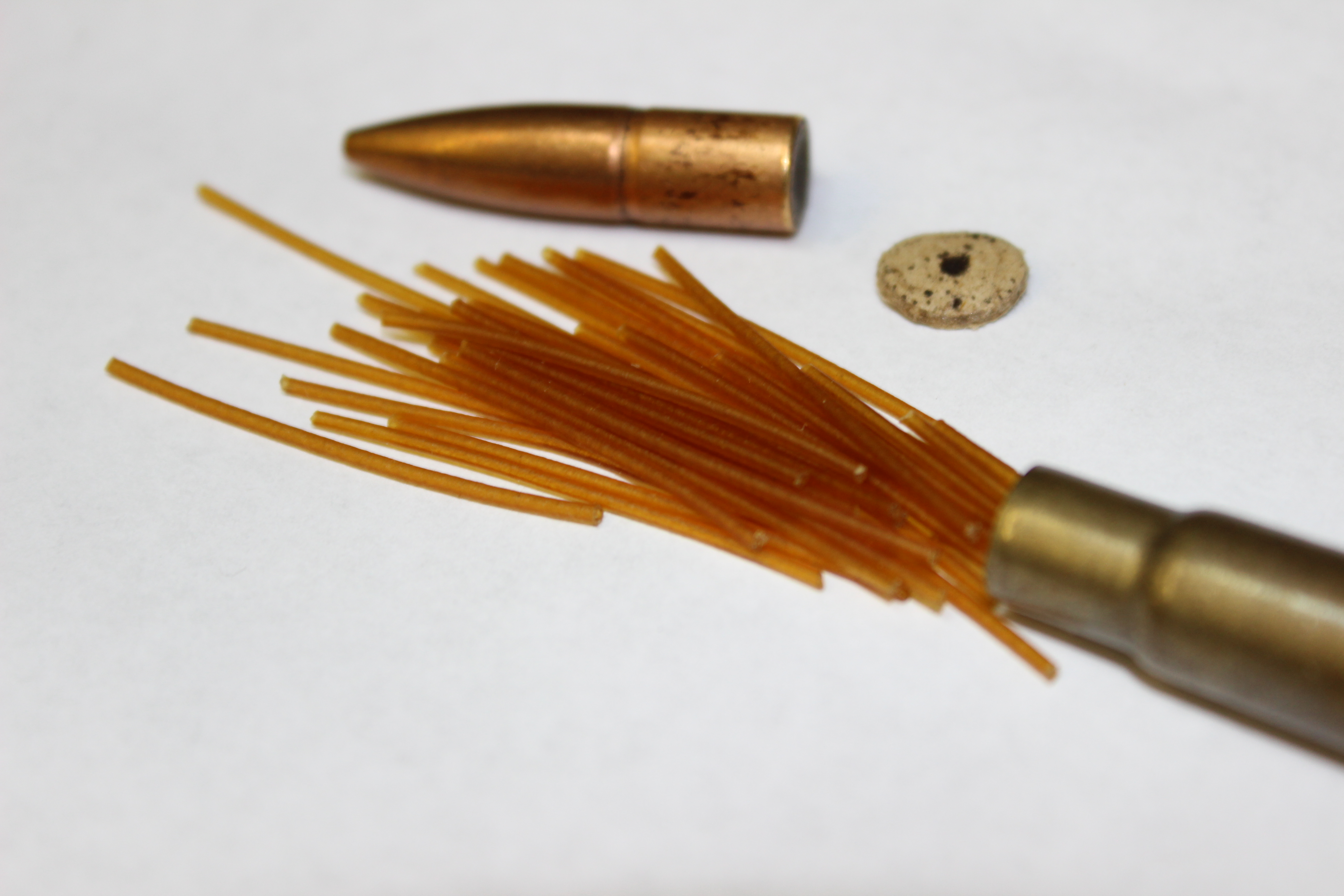
Výmetná náplň kordit v puškovém náboji .303 British

Až do poloviny 19. století byl používán do palných zbraní jako výmetná náplň převážně jen černý střelný prach. Mnoho pramenů uvádí označení střelný prach bez bližší specifikace a ve skutečnosti hovoří o černém střelném prachu. Podle dostupných záznamů byly první palné zbraně v Evropě použity ve 14. století. Označení střelný prach bylo několik století synonymem černého střelného prachu a je tak používáno i v mnoha současných pramenech.
Jednou z nevýhod černého střelného prachu je množství dýmu vznikajícího při výstřelu. Ve skutečnosti i bezdýmné střelné prachy produkují při svém hoření dým, ale jeho množství je ve srovnání s původním střelným prachem velmi malé. Označení bezdýmé (bezdýmné) prachy zdůrazňuje tento rozdíl a je společné pro vice jazyků. Příkladem může být angličtina – smokeless, italština – infume. V němčině je používán výraz rauchschwache, tedy v překladu slabě kouřící.
Analogický výraz prach neodpovídá úplně skutečnosti. Střelné prachy jsou vyráběny a používány v mnoha různých tvarech zrn, ale i dalších formách. Například kordit je ve formě tyčinek. Forma v jaké je střelivina vyrobena ovlivňuje způsob jejího hoření.
Další nejasnosti do názvosloví vnáší český pravopis. V technickém slovníku je používán tvar bezdýmý prach, ve slovníku spisovné češtiny bezdýmný prach. Další prameny používají různě obě tyto varianty. Podle konzultace s ÚJČ provedené v květnu 2017 je možno použít správně obě tyto varianty.

## Historie

### Vznik
Objev bezdýmných prachů se datuje do poloviny 19. století. Působením kyseliny dusičné na celulózu vzniká nitrocelulóza. Poskytuje vysoký výkon, ale samotná nitrocelulóza hoří příliš rychle. Rakouské dělostřelectvo provádělo pokusy s použitím nitrocelulózy v letech 1855 až 1862, ale práce s nitrocelulózou byla nebezpečná. Docházelo k destrukci hlavní děl.
K pokroku došlo po objevu rozpouštění nitrocelulózy v organických rozpouštědlech. Tím začala cesta ke vzniku bezdýmných střelných prachů. Používal se nitroglycerin. Výbušniny na bázi nitroglycerinu zdokonalil významně Alfred Nobel. Později se používaly výbušniny také na základě nitroglycolu. Produkty založené na nitroglycolu bývají méně stabilní, protože glykol se dále odpařuje.

### Chemická stabilita
Chemická stabilita bezdýmných střelných prachů byl v počátcích závažný problém. Na počátku 20. století došlo k několika neštěstím v důsledku výbuchu střelného prachu. Jedním ze smutných příkladů neštěstí přičítaného na vrub samovolného výbuchu je případ francouzského křižníku Jena (francouzsky Iéna) v roce 1907.
Stabilita prachů je ovlivňována následujícími faktory:
- teplota
- vlhkost
- oxidy dusíku
- kyselé látky
- vlastní rozkladné produkty
- sluneční světlo

Rozklad může vést až k samovznícení.
Pro zvýšení chemické stability se přidávají stabilizátory. Stabilizátory regulují chemickou degradaci a samy se spotřebovávají. Např. difenylamin, centralit.

## Regulace hoření

### Regulace tvarem zrn
Způsob hoření je závislý na způsobu odhořívání. Mění velikost a tvar zrn, což ovlivní plochu při odhořívání (kuličky, destičky, válečky, trubičky aj.)
- Degresivní : Velikost okamžitého hořícího povrchu se zmenšuje. Je charakteristické pro zrna se všemi stejnými rozměry. Dochází k nejvyššímu nárůstu tlaku s rychlým poklesem.
- Konstantní : Hořící povrch je konstantní. Platí pro zrna s jedním otvorem – tvar trubky. Dosažený tlak je nižší ale dochází k němu později a celkové hoření je delší.
- Progresivní: Hořící povrch se během hoření zvětšuje. Za tímto účelem se používají větší víceděrová prachová zrna. Typicky je používáno u dělostřeleckého střeliva.

### Regulace povrchovou úpravou
Například flegmatizace prachu roztokem centralitu a jiných. Flegmatizátor působí nejvíce na povrchu a směrem dovnitř zrn jeho koncentrace a tedy i vliv klesá. Tato úprava vede k progresivnímu hoření.

## Vlastnosti
Tabulka uvádí přibližné základní vlastnosti prachů.

Přesné hodnoty se liší dle konkrétního složení a hrubosti.
|                                | Nc        | Ng        |
| Síla (výbuchové teplo) v KJ/kg | 2930-4186 | 2700-5450 |
| Výbuchová teplota ve °C        | 2400      | 3300      |
| Teplota vzduchu ve °C          | 200       | 202       |
| Plyny v dm3/kg                 | 830       | 840       |
| Detonační rychlost v m/s       | 3800      | 5400      |

## Druhy bezdýmných prachů
Základní používané druhy prachů jsou:
- Nitrocelulózové (označení Nc)
- Nitroglycerinové (označení Ng)
- Diglykolové (označení Dg)

Nitrocelulózové polokoloidní prachy mají zásadní použití ve střelných zbraních.

### Další druhy prachů
- Amonný (19. století) – účinnější než černý. Dává méně dýmu
- Pikrátový prach (19. století) jiná náhrada černého prachu.
- Nitraminový, Gudolový (2.světová válka)

Tyto prachy byly vytlačeny nitrocelulózovými prachy
- Pyrodex – Střelivina vyvinutá jako náhražka černého prachu pro střelbu historickými zbraněmi. Přísady zabezpečují efekty původního černého prachu. Výhoda je méně nespálených zbytků a méně koroze.